# 보스턴 컨설팅 그룹
보스턴 컨설팅 그룹(Boston Consulting Group, BCG)은 1963년 미국 매사추세츠주 보스턴에서 설립된 글로벌 경영 컨설팅 기업이다. 보스턴 컨설팅 그룹은 수익순으로 2번째로 큰 컨설팅 펌이다. BCG는 컨설팅업계에서도 구직자들이 가장 선호하는 회사중 하나이고, 흔히 맥킨지, 베인앤컴퍼니와 함께 3대 전략 컨설팅펌으로 불리는데, 전 세계적으로도 가장 뛰어난 인재들이 모인 집단으로 유명하다.
BCG는 '전략' 개념을 최초로 경영에 도입한 컨설팅 업체이기도 하다. BCG가 고안한 경영전략 사고틀, 'BCG 매트릭스'는 물론 '경험곡선 이론' '타임베이스' 등은 전 세계 경영학 수업에서 널리 다뤄지고 있으며 전 세계 순위 500대 기업안에 드는 유수의 기업, 각국 정부, 비영리 단체 등에 경영전략 자문을 제공하고 있다. 2022년 기준으로 연간 117억 달러 매출을 기록중인데, 공장 하나 없이 '두뇌'만으로 올린 성과인 것이다.

## 보스턴 컨설팅 그룹 개요
BCG는 전 세계 50개국, 100여개 도시에 오피스를 두고 있으며 한국지사 서울사무소에서는 300여명의 컨설턴트가 근무하고 있다. 연 평균 10여명을 뽑는 BCG의 신입 전형 난이도는 대단히 높다. 서류와 온라인 테스트를 통과하면 4~5회 이어지는 케이스 인터뷰를 통과해야 하고 모든 인터뷰는 1대1로 진행되는데, 비즈니스에 대한 이해도와 논리력을 심층적으로 검증하는 과정이 중요시된다.